# Hyatt Regency Andares Zapopan
El Hyatt Regency Andares es un rascacielos situado en Zapopan, en el área metropolitana de Guadalajara, México, concretamente en el barrio de Puerta de Hierro. Construida entre 2014 y 2017, la torre tiene 173 metros de altura con 41 pisos, y es, a fecha de 2025, el edificio número 25 más alto de México.
La torre fue diseñada por la firma mexicana Sordo Madaleno Arquitectos. Forma parte de un plan de desarrollo urbanístico elaborado en 2009 en el barrio de Puerta de Hierro. El proyecto original también preveía la construcción de un centro comercial, un hotel y edificios de apartamentos de lujo con un total de 70.000 metros cuadrados de área utilizable.

## Descripción
La estructura se eleva hasta una altura de 41 pisos desde la calle. El primer piso incluye una plaza pública con árboles que se conecta con una calle interior y sirve como conector para el lobby. El edificio alberga un total de 225 apartamentos de alquiler.
La torre está dividida en secciones: el hotel se encuentra ubicado en los 12 pisos inferiores, mientras que los apartamentos residenciales están en los 28 pisos superiores. La planta 13 está destinada al intercambio de servicios e instalaciones utilizados por ambas zonas.
El edificio recibió el certificado LEED Gold el 24 de octubre de 2019.